# 尚勇
尚勇（1957年1月—），男，山东梁山人，中华人民共和国政治人物。中国共产党第十七届中央纪律检查委员会委员、第十八届中央委员会候补委员。曾任应急管理部副部长（正部长级）。

## 生平
1973年3月参加工作，1981年1月加入中国共产党，1982年毕业于山东矿业学院（1999年改名为山东科技大学）机械系机械制造专业。1984年、1987年分别于中国矿业大学北京研究生部矿山工程力学专业研究生毕业，获工学硕士、博士学位。历任中国矿业大学北京研究生部教师、副主任，国家科委办公厅调研室干部、副主任、办公厅副主任、政策法规与体制改革司司长，科学技术部政策法规与体改司司长，科技日报社社长，科学技术部党组成员、副部长等职。2008年8月调任中共江西省委常委、省纪委书记（时任省委书记苏荣）。2012年2月任江西省委副书记。2014年7月任中国科学技术协会党组书记。2015年1月，当选为中国科学技术协会常务副主席。
2017年9月，不再担任中国科协党组书记职务，改任国家食品药品监督管理总局副局长（正部长级）。2018年3月，任新成立的应急管理部副部长（正部长级）、党组成员。
2022年3月2日，增补为第十三届全国政协委员，同时出任全国政协教科卫体委员会副主任。同月21日，不再担任应急管理部副部长职务。